# Goa Rajiv Congress Party
Goa Rajiv Congress Party, utbrytargrupp ur Kongresspartiet i Goa. GRCP under ledning av Wilfed de Souza bröt sig ur Kongresspartiet 1998, och bildade en koalitionsregering tillsammans med BJP och Maharashtrawadi Gomantak Party i Goa med de Souza som chefsminister. I splittringen tog d'Souza med sig flera lokalavdelningar från Kongresspartiet, samt hela Youth Congress (Kongresspartiets ungdomsförbund) och National Students Union of Indias (Kongresspartiets studentförbund) avdelningar i delstaten.
I valet till Goas delstatsförsamling 1999 lanserade GRCP 14 kandidater varav två, Wilfred de Souza och Francis de Souza blev valda. Totalt fick partiet 36 570 röster. Kort efter valet, 5 augusti 1999 slogs GRCP samman med Nationalist Congress Party. Francis de Souza lämnade dock NCP för Kongresspartiet 5 november samma år.